# Ich portret
Ich portret – album muzyczny nagrany przez duet muzyków jazzowych: grającego na fortepianie Włodzimierza Nahornego oraz gitarzystę Krzysztofa Wolińskiego. Nagrania zrealizowano w 1995 w Studio Buffo. CD wydany został w 1995 przez Polonia Records. Album tworzy sześć kompozycji W. Nahornego (w tym „Jej portret” w aranżacji K. Wolińskiego) i cztery utwory Krzysztofa Wolińskiego. „Upojne piwonie” grane są trzykrotnie: każdy z muzyków gra tę kompozycję solo, a płytę kończy wspólne jej wykonanie.

## Muzycy
- Włodzimierz Nahorny – fortepian
- Krzysztof Woliński – gitara elektryczna

## Lista utworów
| 1.  | „Upojne piwonie” fortepian solo (Włodzimierz Nahorny) | 1:43  |
|     |                                                       |       |
| 2.  | „Jej portret” (Włodzimierz Nahorny)                   | 5:36  |
|     |                                                       |       |
| 3.  | „Blues For Vladic” (Krzysztof Woliński)               | 5:24  |
|     |                                                       |       |
| 4.  | „Czas na duet” (Krzysztof Woliński)                   | 5:16  |
|     |                                                       |       |
| 5.  | „Miły jesienny wieczór” (Włodzimierz Nahorny)         | 6:55  |
|     |                                                       |       |
| 6.  | „Upojne piwonie” gitara solo (Włodzimierz Nahorny)    | 1:44  |
|     |                                                       |       |
| 7.  | „Pytam zimowych gwiazd” (Włodzimierz Nahorny)         | 6:32  |
|     |                                                       |       |
| 8.  | „Przed sezonem” (Krzysztof Woliński)                  | 4:15  |
|     |                                                       |       |
| 9.  | „The Old Friend Revisited” (Włodzimierz Nahorny)      | 3:00  |
|     |                                                       |       |
| 10. | „Czas rozpalić piec” (Włodzimierz Nahorny)            | 3:59  |
|     |                                                       |       |
| 11. | „Kołysanka dla Piwonijki” (Krzysztof Woliński)        | 3:45  |
|     |                                                       |       |
| 12. | „Upojne piwonie” (Włodzimierz Nahorny)                | 1:51  |
|     |                                                       |       |
|     |                                                       | 50:00 |
|     |                                                       |       |

## Informacje uzupełniające
- Produkcja – Stanisław Sobóla
- Inżynier dźwięku – Jarosław Regulski
- Obraz na okładce – Andrzej Rzepkowski
- Tekst na wkładce do płyty – Ryszard Borowski